# Польща на літніх Олімпійських іграх 1996
Польща на літніх Олімпійських іграх 1996 в Атланті, США, була представлена 165 спортсменами (126 чол., 39 жін.) І взяла участь у 126 дисциплінах у 20 видах спорту.

## Медалісти
| Медаль | Спортсмен                                           | Спорт                           | Дисципліна                                                  |
| ------ | --------------------------------------------------- | ------------------------------- | ----------------------------------------------------------- |
| Золото | Роберт Коженьовський                                | Легка атлетика                  | 50 км спортивною ходьбою (чоловіки)                         |
| Золото | Павел Настула                                       | Дзюдо                           | до 95 кг (чоловіки)                                         |
| Золото | Рената Мауер-Ружанська                              | Стрільба                        | пневматичний пістолет (жінки)                               |
| Золото | Влодзімеж Завадський                                | Боротьба                        | до 62 кг, греко-римська боротьба (чоловіки)                 |
| Золото | Ришард Вольний                                      | Боротьба                        | до 68 кг, вільна боротьба (чоловіки)                        |
| Золото | Анджей Вронський                                    | Боротьба                        | до 100 кг, греко-римська боротьба (чоловіки)                |
| Золото | Матеуш Кушнєревич                                   | Парусний спорт                  | індивідуальний фінн (чоловіки)                              |
| Срібло | Артур Партика                                       | Легка атлетика                  | стрибки у висоту (чоловіки)                                 |
| Срібло | Анета Щепанська                                     | Дзюдо                           | до 66 кг (жінки)                                            |
| Срібло | Пйотр К'єлпіковський Адам Кшесінський Ришард Собчак | Фехтування                      | командна рапіра (чоловіки)                                  |
| Срібло | Мірослав Жипковський                                | Стрільба                        | скит (чоловіки)                                             |
| Срібло | Яцек Фафіньський                                    | Боротьба                        | до 90 кг, греко-римська боротьба (чоловіки)                 |
| Бронза | Йоанна Новіцька Катажина Клята Івона Дженчол        | Стрільба з лука                 | Команде змагання (жінки)                                    |
| Бронза | Пйотр Маркевич                                      | Веслування на байдарках і каное | K1 500 м (чоловіки)                                         |
| Бронза | Рената Мауер-Ружанська                              | Стрільба                        | Дрібнокаліберна гвинтівка, 50 метрів, три положення (жінки) |
| Бронза | Анджей Кофалік                                      | Важка атлетика                  | До 83 кг (чоловіки)                                         |
| Бронза | Юзеф Трач                                           | Боротьба                        | до 74 кг, греко-римська боротьба (чоловіки)                 |